# Cladosporium gloeosporioides
Cladosporium gloeosporioides är en svampart som beskrevs av G.F. Atk. 1897. Cladosporium gloeosporioides ingår i släktet Cladosporium och familjen Davidiellaceae.   Inga underarter finns listade i Catalogue of Life.